# 弗拉基米尔·舒霍夫
弗拉基米尔·格里戈里耶維奇·舒霍夫（羅馬化：Vladimir Grigorʼyevich Shkhov；1853年8月28日—1939年2月2日），俄罗斯工程师-物理学家、科学家和建筑师，以其在结构工程新分析方法上的开拓性工作而著称，该技术在世界上首个双曲面结构的工业设计方面取得了突破，斜肋构架薄壳结构、拉伸结构、网格壳结构、储油库、管道、锅炉、船舶和驳船。他还是第一种裂化方法的发明者。
除了他在石油工业带来的创新以及建造众多桥梁和建筑物之外，舒霍夫还是双重弯曲结构形式新家族的发明者。这些基于非欧几里德双曲线几何图形的形式今天被称为旋转双曲面。舒霍夫不仅开发了许多轻型双曲面塔和屋顶系统，还开发了用于分析的数学方法。舒霍夫以他的双曲面塔（如舒霍夫塔）的原始设计而闻名。